# 南洋木荷
南洋木荷（学名：Schima noronhae）为山茶科木荷属下的一个种。

## 扩展阅读
- 維基物種上的相關：南洋木荷